# Tipula (Acutipula) libanica
Tipula (Acutipula) libanica is een tweevleugelige uit de familie langpootmuggen (Tipulidae). De soort komt voor in het Palearctisch gebied.